# Horace, cheval de l'Ouest
Horace, cheval de l'Ouest est une série de bandes dessinées comique créée par Jean-Claude Poirier pour le journal Pif-Gadget. Il s'agit d'un western mettant en scène un cow-boy (qui n'a pas de nom, bien que la fille du Chef Indien l'appelle « Gros Nez pâle ») et son cheval Horace. Contrairement aux habitudes, le cow-boy s'avère très bête, et c'est le cheval qui fait preuve d'intelligence. De plus, le cow-boy sert parfois de monture à Horace.
Les deux personnages parcourent un Far West de fantaisie, croisant de multiples dangers, mais faisant preuve d'une grande couardise.
Cette série parodique a été publiée dans Pif-Gadget de 1970 à 1978.

## Albums
- Pas de pitié pour les cow-boys, éditions du Kangourou (Pif-Album), 1975[1].